# Torre de radio de Hoyt
La Torre de Radio de Hoyt(en inglés: Hoyt Radio Tower) es la estructura artificial más alta en Colorado y una de los más altos de Estados Unidos y del mundo. Mide unos 608,1 metros (1.995 pies) de altura y está cerca de Hoyt, Colorado (50 km al este de Denver). Fue construida en 2003 por Acme Towers, LLC y actualmente es propiedad y está operada por la compañía Denver Radio Tower para las radios FM como KJHM y KXDE, además de ser sitio de comunicaciones de los servicios de emergencia. A diferencia de la mayoría de las otras torres cortas, que están pintados de rojo y blanco en siete bandas alternas para la alerta de aviones, la Torre de la Radio Hoyt esta sin pintar y utiliza luces estroboscópicas para la alerta de aeronaves.